# Villes hôtes du Concours Eurovision de la chanson junior
Le Concours Eurovision de la chanson junior (Junior Eurovision Song Contest ou JESC en anglais) est un concours annuel de chansons organisé par l'UER depuis 2003 et ouvert uniquement aux pays membres actifs de l'UER.
18 lieux dans 14 pays ont accueilli au moins une fois le Concours Eurovision de la chanson junior, un concours annuel de chanson pour enfants depuis sa création en 2003. La première édition a eu lieu dans la capitale danoise, Copenhague. À la suite des problèmes d'hébergement de l'édition 2004, le lieu des concours suivants ont été désigné par l'Union européenne de radiodiffusion (UER), à la suite d'un processus d'appel d'offres auprès des radiodiffuseurs des pays participants. La Belgique a donc été le premier pays à soumissionner avec succès pour obtenir les droits d'accueil du concours en 2005. La Pologne est devenue le premier pays à accueillir deux concours d'affilée (en 2019 et en 2020).
À l’origine, contrairement à la version adulte, le pays gagnant ne recevait pas les droits pour accueillir le prochain concours. Cependant pour les concours de 2014 à 2021 (sauf l'édition 2018), le pays vainqueur avait le Droit de préemption pour accueillir ou non la prochaine compétition. L'Italie a utilisé cette clause en 2015 pour refuser d'accueillir le concours cette année-là après sa victoire en 2014. 2010, 2012, 2013, 2015, 2016, 2018, 2019 et 2020 sont des années où un pays a gagné et a accueilli l'édition de l'année suivante.
Kiev, Minsk et Erevan ont accueilli le concours à deux reprises.

## Concours
Les futurs concours sont indiqués en italique.
| Concours | Pays        | Villes      | Lieu                                  | Années | Ref(s) |
| -------- | ----------- | ----------- | ------------------------------------- | ------ | ------ |
| 2        | Pays-Bas    | Rotterdam   | Ahoy                                  | 2007   | [ 3 ]  |
| 2        | Pays-Bas    | Amsterdam   | Heineken Music Hall                   | 2012   | [ 4 ]  |
| 2        | Ukraine     | Kiev        | Palais des sports                     | 2009   | [ 5 ]  |
| 2        | Ukraine     | Kiev        | Palais « Ukraine »                    | 2013   | [ 6 ]  |
| 2        | Malte       | Malte       | Marsa Shipbuilding                    | 2014   | ,      |
| 2        | Malte       | La Valette  | Mediterranean Conference Centre       | 2016   | ,      |
| 2        | Biélorussie | Minsk       | Minsk Arena                           | 2010   | ,      |
| 2        | Biélorussie | Minsk       | Minsk Arena                           | 2018   | ,      |
| 2        | Pologne     | Gliwice     | Gliwice Arena (en)                    | 2019   | [ 14 ] |
| 2        | Pologne     | Varsovie    | Studio 5, TVP Headquarters            | 2020   | [ 15 ] |
| 2        | Arménie     | Erevan      | Karen Demirchyan complex (en)         | 2011   | ,      |
| 2        | Arménie     | Erevan      | Karen Demirchyan complex (en)         | 2022   | ,      |
| 2        | France      | Paris       | La Seine musicale                     | 2021   | ,      |
| 2        | France      | Nice        | Palais Nikaïa                         | 2023   | [ 20 ] |
| Géorgie  |             | Tbilissi    | Tbilissi Arena                        | 2017   |        |
| Géorgie  | ?           | ?           | 2025                                  | [ 21 ] |        |
| 1        | Danemark    | Copenhague  | Forum Copenhagen                      | 2003   | [ 22 ] |
| 1        | Norvège     | Lillehammer | Håkons Hall                           | 2004   | [ 23 ] |
| 1        | Belgique    | Hasselt     | Ethias Arena                          | 2005   | [ 24 ] |
| 1        | Roumanie    | Bucarest    | Sala Polivalentă (en)                 | 2006   | [ 25 ] |
| 1        | Chypre      | Limassol    | Spyros Kyprianou Athletic Center (en) | 2008   | [ 26 ] |
| 1        | Bulgarie    | Sofia       | Arena Armeec                          | 2015   | [ 27 ] |
| 1        | Espagne     | Madrid      | Caja Mágica                           | 2024   | [ 28 ] |

## Lieu de la cérémonie d'ouverture
| Année | Lieu                                                          | Ref.   |
| ----- | ------------------------------------------------------------- | ------ |
| 2014  | Palais Verdala                                                | [ 29 ] |
| 2015  | Palais national de la culture                                 | [ 30 ] |
| 2016  | Théâtre Manoel                                                | [ 31 ] |
| 2017  | Bibliothèque parlementaire nationale de Géorgie               | [ 32 ] |
| 2018  | BelExpo Exhibition Centre                                     | [ 33 ] |
| 2019  | Théâtre de Silésie                                            | [ 34 ] |
| 2020  | Studio 5, TVP Headquarters                                    | [ 35 ] |
| 2021  | Studio Gabriel                                                | [ 36 ] |
| 2022  | Place de la République                                        | [ 37 ] |
| 2023  | Hotel Negresco                                                | [ 38 ] |
| 2024  | une cérémonie d’ouverture privé face au inondation de Valence | [ 39 ] |

## Galerie

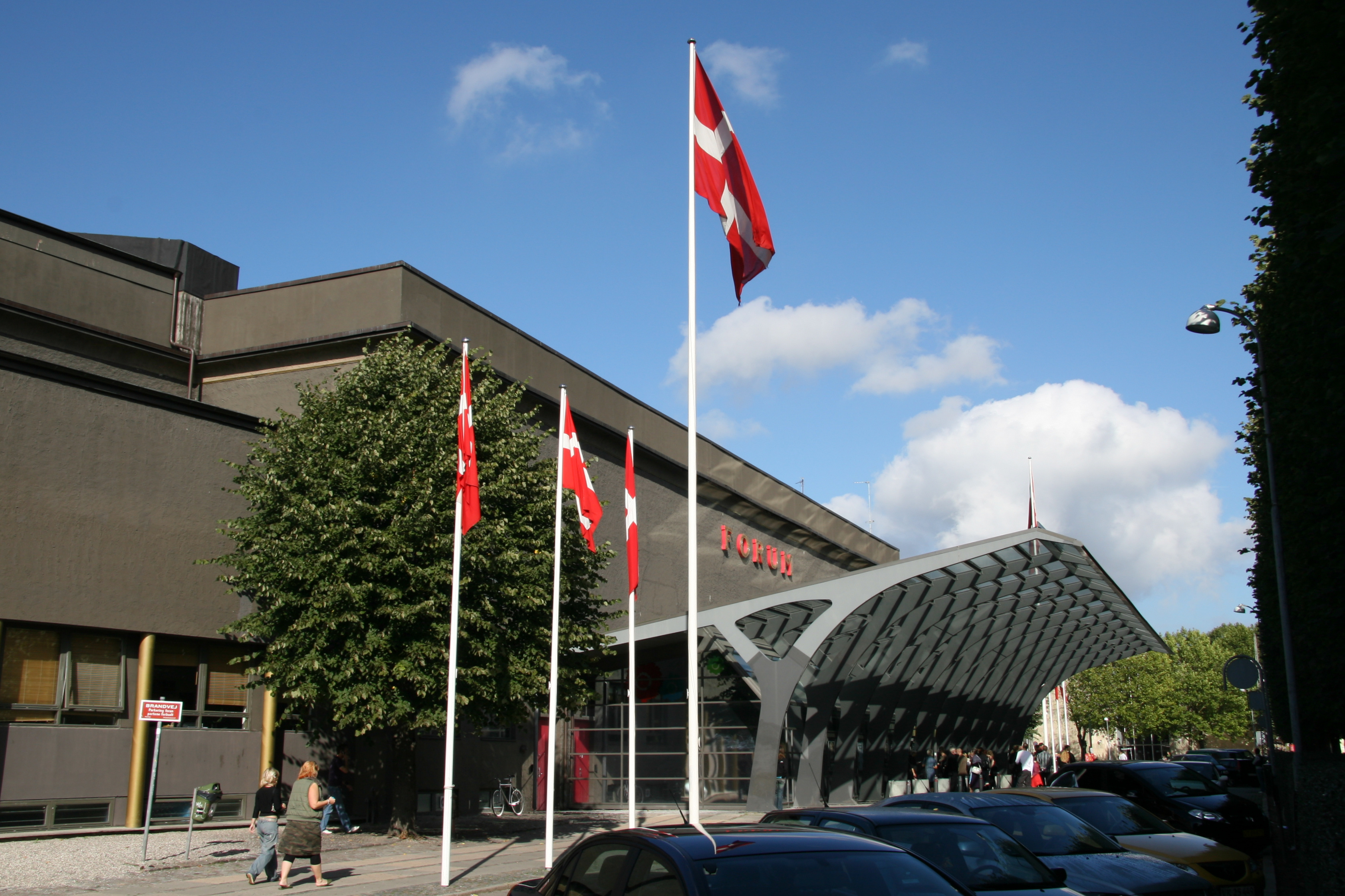
Forum Copenhagen à Copenhague, Danemark a accueilli le concours de 2003.
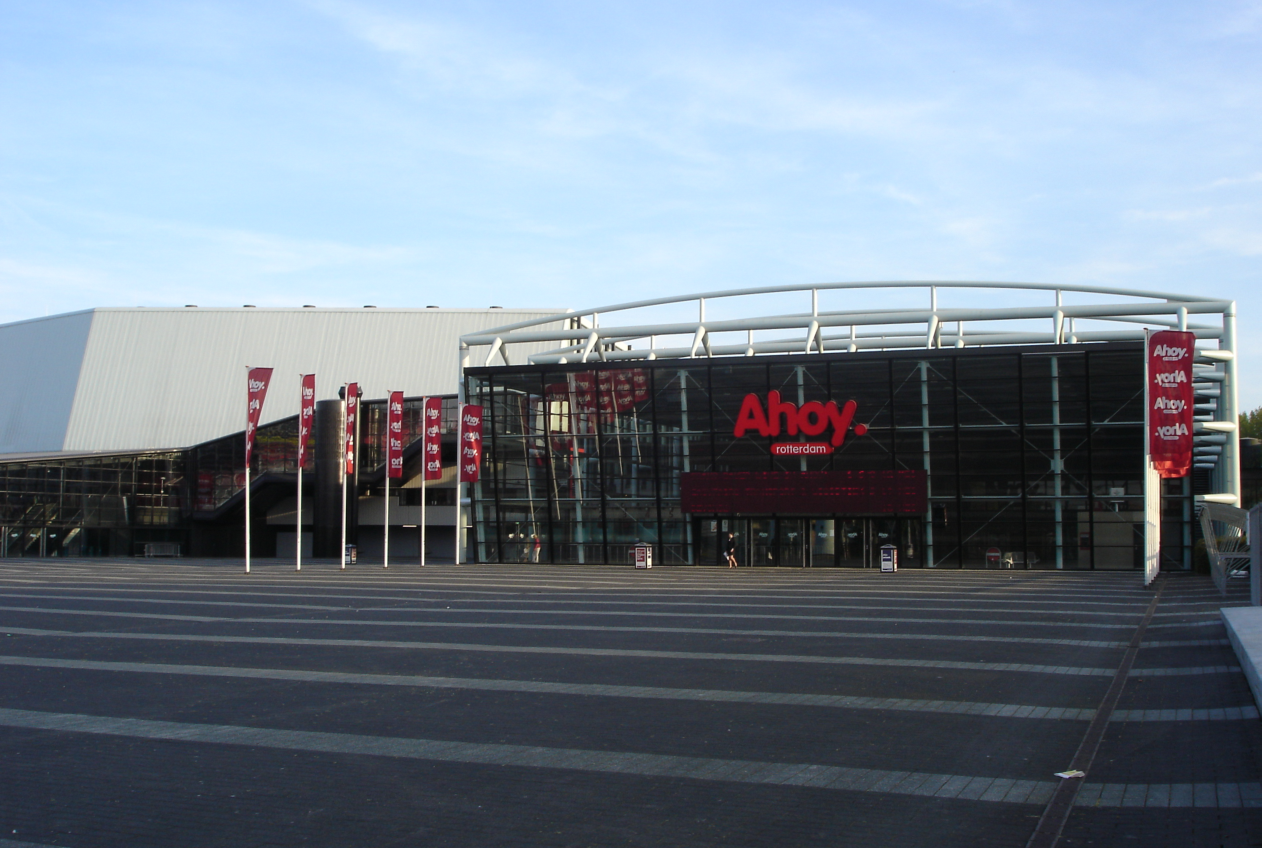
Ahoy à Rotterdam, Pays-Bas a accueilli le concours de 2007.
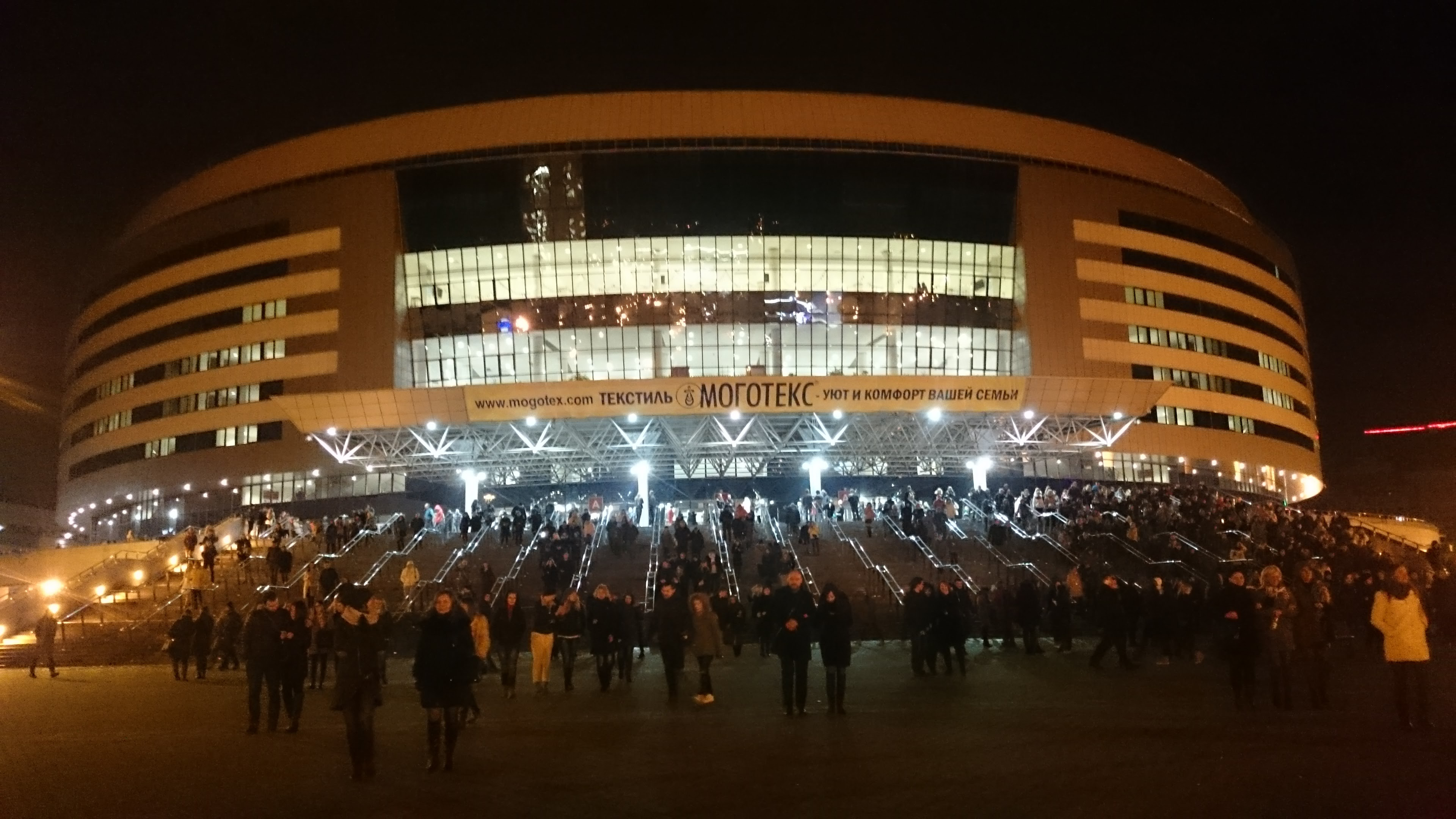
Minsk Arena à Minsk, Biélorussie a accueilli le concours en 2010 et 2018.
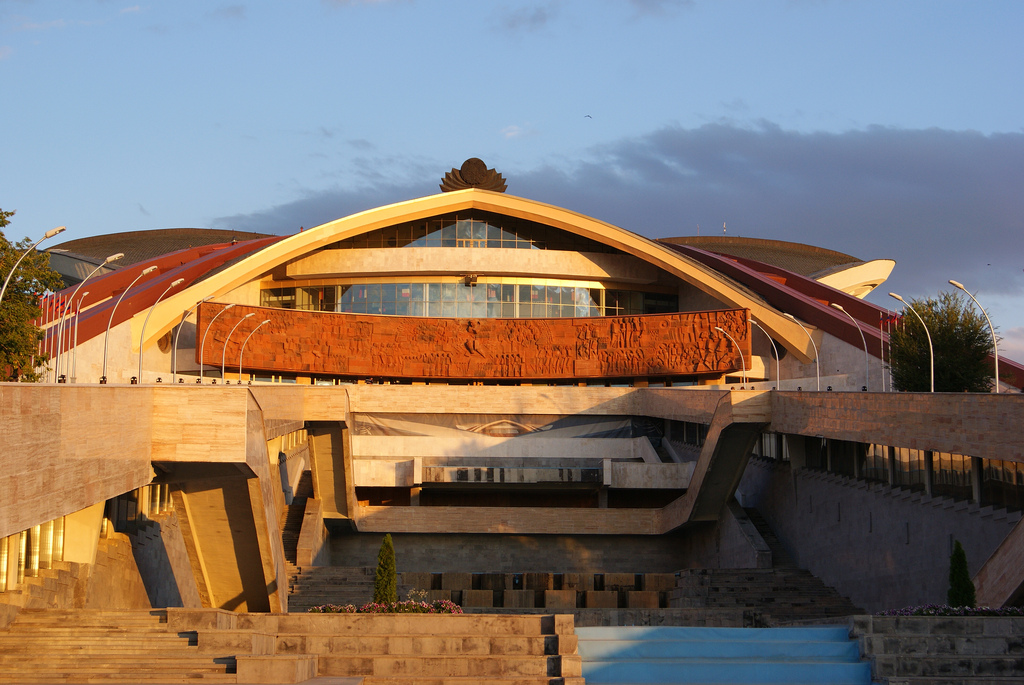
Karen Demirchyan Sports and Concerts Complex à Erevan, Arménie a accueilli le concours en 2011 et 2022.
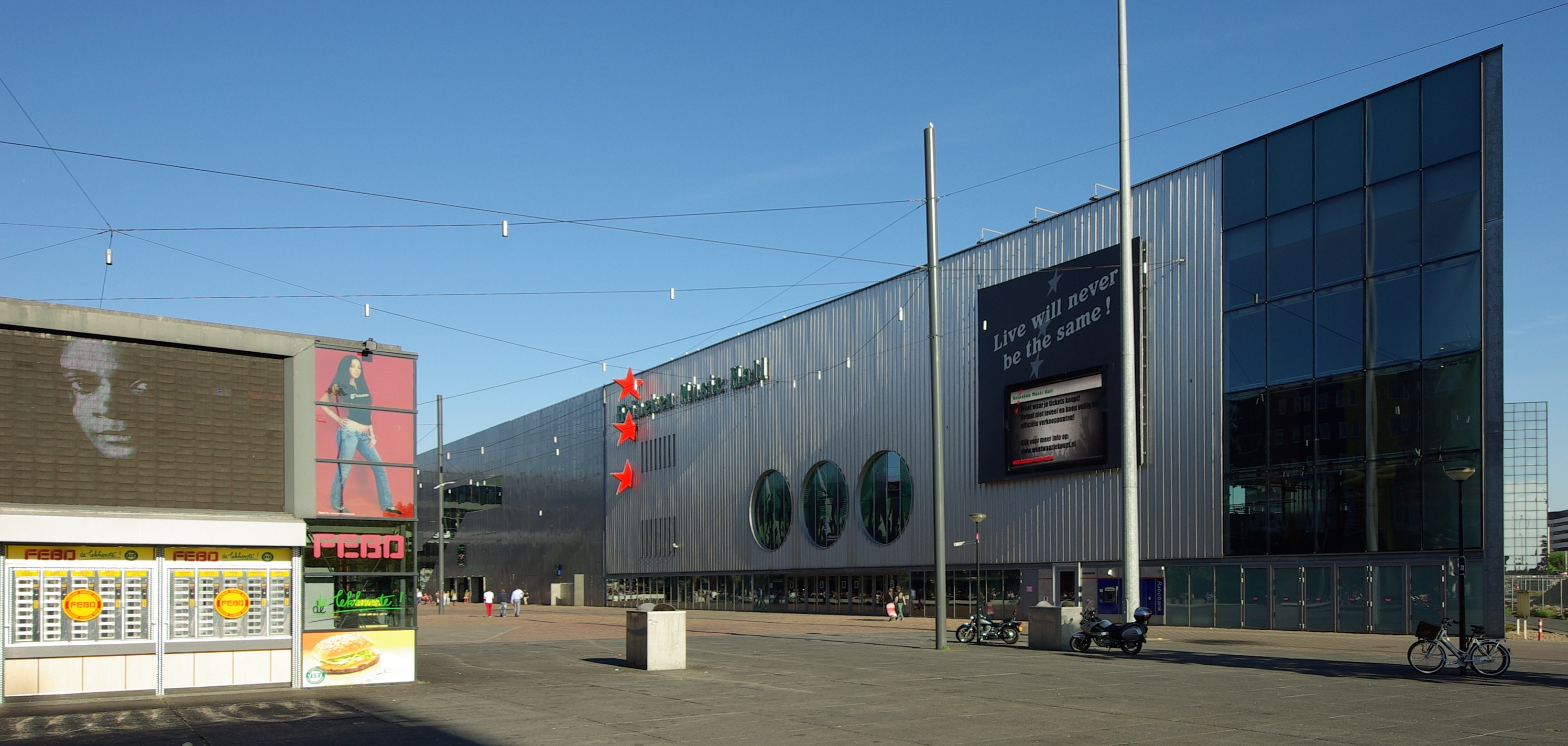
Heineken Music Hall à Amsterdam, Pays-Bas a accueilli le concours de 2012.